# أندريه لي بريتون
أندريه لي بريتون (بالفرنسية: André Le Breton) هو طباع وشخصية أعمال فرنسي، ولد في 2 سبتمبر 1708 في باريس في فرنسا، وتوفي بنفس المكان في 5 أكتوبر 1779.

## وصلات خارجية
- أندريه لي بريتون على موقع الموسوعة البريطانية (الإنجليزية)